# Nazionale maschile di rugby a 15 dell'Australia
La nazionale australiana di rugby a 15 (in inglese Australian national rugby union team) rappresenta l'Australia nelle competizioni di rugby a 15 ed è sotto la giurisdizione dell'Australian Rugby Union.
Quella australiana è una delle nazionali più prestigiose a livello internazionale: ha vinto due edizioni della Coppa del Mondo di rugby (nel 1991 e nel 1999) e disputato due finali (nel 2003 e nel 2015); occupa stabilmente le prime posizioni del ranking World Rugby e annualmente disputa contro le tre nazionali più forti dell'emisfero australe, l'Argentina, il Sudafrica e la Nuova Zelanda, il Rugby Championship che ha vinto nel 2015. In precedenza, quando questo torneo era denominato Tri Nations, aveva già vinto per tre volte il trofeo (nel 2000, nel 2001 e nel 2011).
Sette giocatori internazionali australiani figurano nell'International Rugby Hall of Fame; due di essi, John Eales e Nick Farr-Jones, figurano anche nell'IRB Hall of Fame.
I giocatori della nazionale sono conosciuti anche come Wallabies in omaggio a un piccolo marsupiale che vive in quel continente.
Al 21 novembre 2022 la squadra occupa la 8ª posizione del ranking World Rugby.

## Storia

### Origini
Nel 1883 la Southern Rugby Football Union (rinominata New South Wales Rugby Union nel 1892) effettuò un tour in Nuova Zelanda divenendo la prima squadra al mondo a viaggiare oltremare. La nazionale della Nuova Zelanda si recò nel Nuovo Galles del Sud nel 1884, sconfiggendo i New South Wales Waratahs in tutti e tre gli incontri, e vincendo tutte e nove le partite del tour.
Il primo tour di una squadra britannica ebbe luogo nel 1888. Una selezione delle British Isles si recò nelle colonie australiane e in Nuova Zelanda anche se non sono stati disputati test match. Sebbene abbia avuto rappresentanti da tutte e quattro le Home Nations, i giocatori selezionati provenivano principalmente dall'Inghilterra e dalla Scozia. Il tour non venne approvato dalla Rugby Football Union dato che venne organizzato da imprenditori e perciò in contrasto con le rigorose norme dell'organizzazione riguardanti il professionismo.
Nel 1899 si tenne il primo tour delle British Isles in Australia sancito ufficialmente. Vennero disputati quattro incontri tra Australia e British Isles (tre a Sydney e uno a Brisbane). Sebbene tutte chiamate "Australia", le squadre erano una rappresentativa della colonia in cui l'incontro veniva disputato. Di conseguenza la squadra indossava i colori blu del Nuovo Galles del Sud quando giocava a Sydney, e i colori marrone di Queensland quando giocava a Brisbane. Gli ospiti vinsero tutti i loro incontri eccetto il primo, che fu giocato al Sydney Cricket Ground e vide l'Australia imporsi 13-3.

### Primi anni del ventesimo secolo

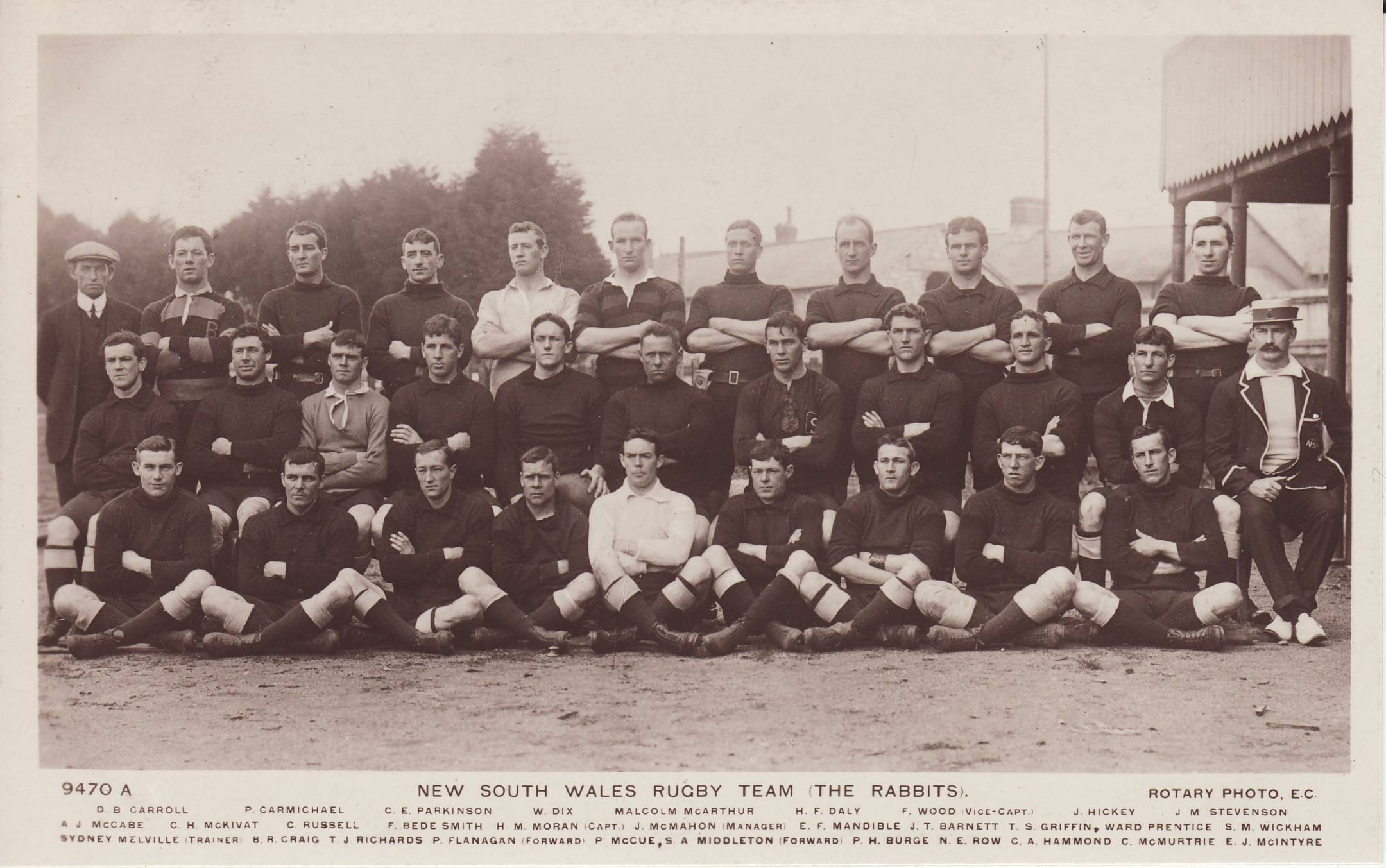
La selezione dei "Rabbits" in una foto del 1908

Il primo test fra Australia e Nuova Zelanda fu disputato il 15 agosto 1903 al Sydney Cricket Ground. Nonostante la sconfitta dell'Australia 22-3 questo tour fece aumentare enormemente la popolarità del rugby e una grande quantità di pubblico cominciò a seguire partite di qualità a Sydney e Brisbane. L'ala della Nuova Zelanda Billy Wallace segnò 13 dei loro 22 punti.

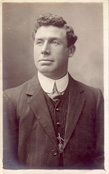
Chris McKivat, il capitano della selezione australiana che vinse la medaglia d'oro alle olimpiadi del 1908

Nel 1907 venne istituita la New South Wales Rugby League e la stella Dally Messenger abbandonò il rugby a 15 optando per il rugby league. L'anno successivo la prima formazione australiana ad affrontare in tour le British Isles partì da Sydney soprannominata "Rabbits". I giocatori ritennero dispregiativa tale denominazione e la sostituirono con Wallabies. Il tour del 1908 coincidette con i Giochi Olimpici di Londra in cui si disputarono gare di rugby a 15. La squadra dell'Australia vinse la medaglia d'oro sconfiggendo la Cornovaglia, i campioni della contea inglese che rappresentavano la Gran Bretagna. Quando la squadra tornò in patria più della metà dei giocatori si unirono a squadre professionistiche di rugby league.
Nel 1909, quando la nuova federazione di rugby league "Nothern Union" era ancora ai suoi primi anni in Australia, venne disputato un incontro tra la nazionale di rugby a 13 dell'Australia (Kangaroos) e i Wallabies davanti a circa 20.000 spettatori, con la vittoria della formazione di rugby league 29-26.
L'ultimo test dell'Australia prima dello scoppio della prima guerra mondiale fu contro la Nuova Zelanda nel luglio 1914. La guerra ebbe un effetto molto negativo sul rugby a 15 in Australia. Le autorità sportive decisero fosse non patriottico giocare a rugby mentre migliaia di giovani australiani erano stati inviati all'estero per combattere. Ciò ebbe ripercussioni in tutte le competizioni ma soprattutto nel Nuovo Galles del Sud e nel Queensland. Nel Queensland le competizioni regolari non ebbero nuovamente inizio fino al 1928. Come risultato molti giocatori decisero di passare al rugby league in gran numero.
Durante gli anni 1920 l'unica rappresentativa disponibile per incontri internazionali furono i New South Wales Waratahs; tutti e trentanove i giocatori internazionali giocarono con questa squadra i test match in seguito a un accordo. Nel 1921 il Sudafrica visitò l'Australia e la Nuova Zelanda per la prima volta, vincendo tutti e tre gli incontri in Australia. La squadra più famosa dei Waratahs fu quella dei tour del 1927-28 che si recò nel Regno Unito, Francia e Canada. Introdussero uno stile aperto e veloce del rugby raramente visto prima. Vinsero 24 incontri e ne pareggiarono 2 dei 31 ufficiali disputati.
L'eroe di guerra Sir Edward Dunlop giocò anche per l'Australia prima della seconda guerra mondiale. Giocò nella formazione che fu la prima a vincere la Bledisloe Cup.
Nel 1928/29 il ritorno al rugby union giocato nel Queensland ebbe immediatamente un forte impatto sulle prestazioni della squadra australiana, che in quell'anno sconfisse la Nuova Zelanda in tutti e tre gli incontri per la prima volta. Nel 1931 l'allora governatore generale della Nuova Zelanda, Lord Bledisloe donò un trofeo di rugby per rafforzare i legami sportivi tra Australia e Nuova Zelanda. In questo modo fu introdotta la Bledisloe Cup, che porta appunto il suo nome. La competizione inaugurale fu vinta dalla Nuova Zelanda che si impose vincendo due incontri a uno.
L'Australia tenne il suo primo tour in Sudafrica nel 1933 per disputare una serie di quattro incontri, in cui il Sudafrica si impose vincendone 3 a 1. L'Australia vinse la Bledisloe Cup per la prima volta nel 1934. Il tour del 1939 dei Wallabies venne annullato in seguito alla dichiarazione di guerra avvenuta il giorno dopo in cui la squadra arrivò in Inghilterra; due settimane più tardi gli australiani fecero ritorno in patria.

### Dopoguerra
Il primo test dopo lo scoppio della seconda guerra mondiale fu disputato a Carisbrook, Dunedin tra Australia e Nuova Zelanda nel 1946, con la Nuova Zelanda che si impose 31-8. L'Australia non vinse nessuno dei tre incontri del tour; fu sconfitta 20-0 dai NZ Māori, e quindi nuovamente sconfitta 14-10 dagli All Blacks la settimana successiva. L'Australia partì per il tour nelle Home Nations nel 1947-48. Nei quattro incontri contro le Home Nations britanniche, la linea di meta australiana non venne mai superata. I Wallabies sconfissero Scozia, Irlanda e Inghilterra, mentre persero l'incontro col Galles 6-0. A Parigi persero contro la Francia prima di cedere anche contro i Barbarians. Tra i giocatori in ascesa si misero in evidenza Trevor Allan, Cyril Burke e Nicholas Shehadie.
Dopo il ritorno dal tour europeo, l'Australia ospitò i NZ Māori in una serie di tre incontri nel 1949; entrambe le formazioni vinsero una volta, con un pareggio. Nel settembre di quell'anno l'Australia giocò due volte in Nuova Zelanda, vincendo entrambi gli incontri e riconquistando la Bledisloe Cup per la prima volta sul suolo neozelandese. A suo tempo la formazione titolare degli All Blacks era impegnata in un tour in Sudafrica e le vittorie dell'Australia contro la squadra di rincalzi sono state talvolta sminuite. Tuttavia, in ossequio al sistema di apartheid allora in vigore in Sudafrica, la NZRU non selezionò alcun giocatore maori per il tour.
Molti di quegli All Blacks maori titolari giocarono invece contro l'Australia. Le British Isles si recarono in tour in Australia nel 1950, e vinsero entrambi gli incontri disputati contro l'Australia. L'anno successivo l'Australia perse tutti e tre gli incontri contro gli All Blacks. L'Australia vinse nel luglio 1952 sconfiggendo Figi al Sydney Cricket Ground — e successivamente persero il loro secondo test contro Figi con due punti di scarto. L'Australia riuscì a battere gli All Blacks al Lancaster Park dopo la serie di incontri contro Figi; tuttavia persero il loro secondo test.
Nel 1953 l'Australia si recò in tour nel Sudafrica per la seconda volta e sebbene persero la serie di incontri furono accolti da una ovazione dopo avere sconfitto il Sudafrica 18-14 nel secondo test a Newlands.
Il capitano dei Wallaby John Solomon fu portato fuori dal campo da due giocatori sudafricani che lo sollevarono sulle loro spalle. Questa fu la prima sconfitta per gli Springboks per 15 anni. Nel 1957-58 divennero l'unica formazione dell'emisfero sud a perdere contro tutte e quattro le Home Nations in un tour. Persero anche contro la Francia nello stesso tour.

### Anni 1960
Il primo incontro del nuovo decennio fu rappresentato dalla vittoria contro Figi al Sydney Cricket Ground nel primo di una serie di tre test durante il 1961. A questa fece seguito una seconda vittoria, ma Figi guadagnò un pareggio nel terzo incontro. L'Australia quindi si recò in Sudafrica, dove perse contro gli Springboks a Port Elizabeth e a Johannesburg. Dopo essere tornati in patria, affrontarono la Francia al Sydney Cricket Ground, che li sconfisse 15-8.
Nel 1962 l'Australia giocò contro gli All Blacks cinque volte perdendo quattro incontri e pareggiandone uno 9-9 all'Athletic Park di Wellington. Dopo avere sconfitto l'Inghilterra nel 1963 a Sydney, l'Australia pareggió una serie di test con gli Springboks in Sudafrica, vincendo due test consecutivi, seconda squadra a riuscire nell'impresa, dopo i British Lions nel 1896.
Vennero disputati meno test nella metà degli anni 1960, con l'Australia che giocò solamente una serie di tre test contro gli All Blacks nel 1964. Gli australiani vinsero il terzo incontro dopo avere perso i primi due. L'anno seguente l'Australia ospitò gli Springboks per due test, vincendo 18-11 e 12-8. Questa fu la loro prima serie vinta contro il Sudafrica e la prima contro una delle maggiori nazionali dal 1934.
Le British Isles visitarono l'Australia l'anno successivo, sconfiggendo i Wallabies al Sydney Cricket Ground 11-8, prima di sconfiggerli clamorosamente 31-0 a Brisbane. L'Australia si recò in Europa il dicembre dello stesso anno, dove una vittoria 14-11 contro il Galles fu seguita da una sconfitta 11-5 contro la Scozia. Il tour continuò l'anno seguente con l'Australia che sconfisse l'Inghilterra 23-11 prima di perdere 15-8 contro l'Irlanda e 20-14 contro la Francia. L'Australia quindi ospitò l'Irlanda, che la sconfisse nuovamente a Sydney. Fece seguito una sconfitta con venti punti di scarto contro gli All Blacks. L'anno successivo, l'Australia perse contro gli All Blacks solamente per un punto, e sconfisse la Francia con lo stesso margine di vantaggio per la loro ultima vittoria del decennio. Dopo avere perso contro Irlanda e Scozia in tour, l'Australia ospitò il Galles che li sconfisse anche.

### Anni 1970
L'Australia affrontò la Scozia nel 1970 e vinse con 20 punti di scarto. Il controverso tour del 1971 del Sudafrica in Australia ebbe luogo la stagione successiva. In Australia si scatenarono le proteste contro l'apartheid e nel Queensland fu dichiarato lo stato di emergenza prima della disputa di uno dei test. L'Australia visitò la Francia nel novembre dello stesso anno, sconfiggendo i francesi a Tolosa ma perdendo la seconda partita a Parigi. La Francia quindi visitò l'Australia nel giugno 1972 per una serie di due test collezionando una vittoria e un pareggio. L'Australia disputò una serie di tre incontri contro gli All Blacks in Nuova Zelanda, perdendoli tutti e tre. Quindi al ritorno in patria fecero scalo a Suva per giocare contro Figi, vincendo il loro unico incontro dell'anno.
L'anno successivo l'Australia ospitò Tonga, e dopo avere vinto il primo incontro, gli australiani persero 11-16 nel secondo test a Ballymore. L'Australia disputò anche un breve tour nel Regno Unito nel novembre 1973 perdendo 24-0 contro il Galles, e 20-3 contro l'Inghilterra. Nel 1974 l'Australia ospitò gli All Blacks per una serie di tre test; furono sconfitti in due incontri ma pareggiarono a Brisbane.
Nel 1975 l'Australia sconfisse l'Inghilterra in una serie di due test in casa. L'Australia quindi giocò contro il Giappone per la prima volta; i giapponesi furono sconfitti con 30 punti di scarto nel primo dei due incontri, nel secondo i Wallabies si imposero 50-25. L'Australia si recò nell'emisfero nord per disputare degli incontri contro Scozia e Galles dove essa non fu in grado di segnare una meta in ciascuna delle sue sconfitte. Il tour della Bretagna e dell'Irlanda continuò nel 1976, e l'Australia perse contro l'Inghilterra a Twickenham, ma fu in grado di sconfiggere l'Irlanda al Lansdowne Road. Sulla via del ritorno in patria l'Australia giocò un altro incontro — a Los Angeles contro gli Stati Uniti. L'Australia vinse 24-12. Nel giugno di quell'anno, l'Australia ospitò Figi per una serie di tre incontri e li vinse tutti e tre. L'Australia concluse l'anno con due test contro la Francia fuori casa, che perse entrambi. Non ci furono test disputati dai Wallabies nel 1977.
Il Galles effettuò un tour in Australia nel 1978, e l'Australia sconfisse i gallesi 18-8 a Ballymore, e quindi vinse nuovamente con due punti di scarto al Sydney Cricket Ground. Seguì una serie di tre incontri contro gli All Blacks. Sebbene la Nuova Zelanda vinse i primi due, l'Australia ebbe la meglio nell'ultimo test disputato all'Eden Park con Greg Cornelsen che segnò quattro mete. L'anno successivo l'Irlanda visitò l'Australia e la sconfisse in due incontri. In seguito l'Australia ospitò gli All Blacks per un singolo test al Sydney Cricket Ground che gli australiani vinsero 12-6. L'Australia quindi partì per l'Argentina per una serie di due incontri. Dopo avere perso 24-13 nel primo incontro, l'Australia terminò il decennio sconfiggendo l'Argentina 17-12 a Buenos Aires.

### Anni 1980
Nel 1980 l'Australia vinse la Bledisloe Cup per la quarta volta, sconfiggendo la Nuova Zelanda 2-1 in una serie di tre incontri disputati in Australia. Questo fu l'inizio di un'era di successi per l'Australia. Nel 1984 l'Australia effettuò un tour nelle Home Nations con una formazione giovane e il nuovo allenatore Alan Jones. Nel 1984 i Wallabies divennero la prima squadra australiana a ottenere un Grande Slam dopo avere sconfitto tutte e quattro le Home Nations; sconfissero Inghilterra, Irlanda, Scozia e Galles così come una forte compagine dei Barbarians. Il tour mise in evidenza l'emergere dell'Australia come una seria forza nel panorama mondiale. Furono stabiliti molti record nel tour, tra i quali i 100 punti segnati nei quattro incontri — la quantità di punti segnati da una squadra in tour nel Regno Unito e Irlanda più alta, e il record di Mark Ella che segnò una meta in ciascun incontro — una impresa mai raggiunta prima.
Nel 1986 l'Australia visitò in tour la Nuova Zelanda in una serie di tre incontri per la Bledisloe Cup. Il rugby in Nuova Zelanda era in subbuglio dato che una selezione non ufficiale denominata The Cavaliers formata da molti giocatori All Blacks si recò in tour nel Sudafrica. Al loro ritorno quegli All Blacks che parteciparono al tour non ufficiale con la formazione The Cavaliers furono banditi dalla selezione per il primo incontro della Bledisloe Cup, che fu vinto dall'Australia 13-12. Il divieto ai giocatori fu revocato per il secondo incontro disputato il 23 agosto 1986 a Carisbrook. La Nuova Zelanda pareggiò la serie 1-1 vincendo l'incontro 13-12. La partita ebbe un episodio controverso quando l'arbitro gallese Derek Bevan annullò una meta del numero 8 australiano Steve Tuynman. L'incontro finale fu disputato il 6 settembre 1986 all'Eden Park. L'Australia sconfisse una Nuova Zelanda in piena forza 22-9 ottenendo la prima vittoria di una serie di test sul suolo neozelandese.
L'Australia partecipò fiduciosa alla Coppa del Mondo inaugurale del 1987, disputatasi in Australia e Nuova Zelanda. Tuttavia, perse la semifinale contro la Francia a Sydney 30-26. L'Australia perse anche la finale per il terzo posto contro il Galles. Mentre le prestazioni dei Wallabies durante i tre anni con Alan Jones allenatore furono di alto livello, Jones ebbe un effetto polarizzante sulla squadra con molti giocatori infelici del suo stile di gestione. Tra questi Mark Ella e l'influente mediano di mischia Nick Farr-Jones. Prima e durante la Coppa del Mondo del 1987 Alan Jones incrementò le sue attività extrasportive, incluse le trasmissioni radiofoniche. I giocatori lamentarono che Jones prestasse troppa attenzione a queste attività a discapito del ruolo di allenatore. Dopo la Coppa del Mondo Bob Dwyer, che allenò già l'Australia nel 1982 e nel 1983, prese il posto di Jones nel 1988.
Nel 1989 i British and Irish Lions effettuarono un tour dell'Australia per la prima volta dal 1966. Dopo avere vinto il primo test, l'Australia perse il secondo e il terzo incontro perdendo la serie 2-1. Bob Dwyer identificò una scarsità di dominio degli avanti come fattore principale che contribuì alla sconfitta e negli anni 1990 tentò di migliorare questo aspetto del gioco dei Wallabies.

### Anni 1990: i successi alla Coppa del Mondo
La squadra si era riordinata e partecipò alla Coppa del Mondo 1991 con un atteggiamento rinnovato. Nella fase a gironi sconfissero l'Argentina, annientarono il Galles 38-3, e sconfissero Samoa 9-3 in una partita segnata da una pioggia battente. Durante l'incontro dei quarti di finale contro l'Irlanda, gli australiani non furono mai in grado di distanziare gli irlandesi. Fino agli ultimi secondi di gioco rimanenti, l'Irlanda era in vantaggio 18-15 prima che Michael Lynagh segnasse una meta in prossimità dell'angolo portando l'Australia in semifinale contro la Nuova Zelanda. La semifinale finì 16-6 per i Wallabies che già durante il primo tempo dimostrarono di potere tenere testa agli All Blacks. Nella finale di Twickenham affrontarono l'Inghilterra. Gli inglesi cambiarono la loro solita tattica di gioco basata sugli avanti e cercarono di giocare una partita maggiormente basata sulla velocità. Ciò non ebbe successo e l'Australia si impose 12-6. David Campese fu nominato giocatore del torneo avendo segnato sei mete in una serie di prestazioni eccezionali. Al ritorno in Australia furono organizzate delle parate per festeggiare la vittoria della nazionale.
Il decennio fu uno dei più importanti per la creazione del rugby moderno. I campioni uscenti dell'Australia debuttarono nella Coppa del Mondo 1995 disputata in Sudafrica perdendo contro i padroni di casa. La fase a gironi, in cui l'Australia arrivò seconda, fu seguita dall'eliminazione ai quarti di finale contro l'Inghilterra grazie a un drop dalla lunga distanza segnato da Rob Andrew. Questo fu il peggiore risultato alla Coppa del Mondo per l'Australia, al pari dell'imprevista eliminazione del 2007 ai quarti di finale sempre ad opera dell'Inghilterra. I tornei del Tri Nations e del Super 12 furono introdotti quell'anno, e iniziarono nel 1996. Questo spinse al professionismo. In risposta all'introduzione del professionismo nel rugby, fu stabilita nell'ottobre 1995 la Rugby Union Players Association (RUPA) allo scopo di salvaguardare gli interessi dei giocatori di rugby professionisti dell'Australia.
Greg Smith fu allenatore della nazionale nel 1996 e nel 1997 quando l'Australia vinse solamente due dei suoi otto incontri al Tri Nations, entrambi contro il Sudafrica in casa, e patì pesanti sconfitte contro All Blacks e Springboks. Rod MacQueen fu nominato successore di Smith e nel 1998 l'Australia vinse entrambi i loro incontri contro gli All Blacks guadagnando la Bledisloe Cup. Gli australiani mantennero la Bledisloe Cup nel 1999 quando sconfissero gli All Blacks col punteggio record 28-7 a Sydney.
Nella Coppa del Mondo 1999 l'Australia vinse il proprio girone concedendo solamente 31 punti, prima di affrontare il Galles ai quarti di finale. Sconfissero i gallesi 24-9 prima di incontrare in semifinale i campioni in carica del Sudafrica, che sconfissero 27-21. La semifinale fu vinta dopo un memorabile drop ai tempi supplementari dell'apertura Stephen Larkham. La finale contro la Francia al Millennium Stadium fu vinta agevolmente 35-12; 25 dei 35 punti segnati dai Wallabies furono messi a segno da Matt Burke.
Nel 1999 furono cinque i giocatori australiani a vincere la loro seconda Coppa del Mondo: Phil Kearns, John Eales, Tim Horan, Jason Little e Dan Crowley.

### Nuovo millennio

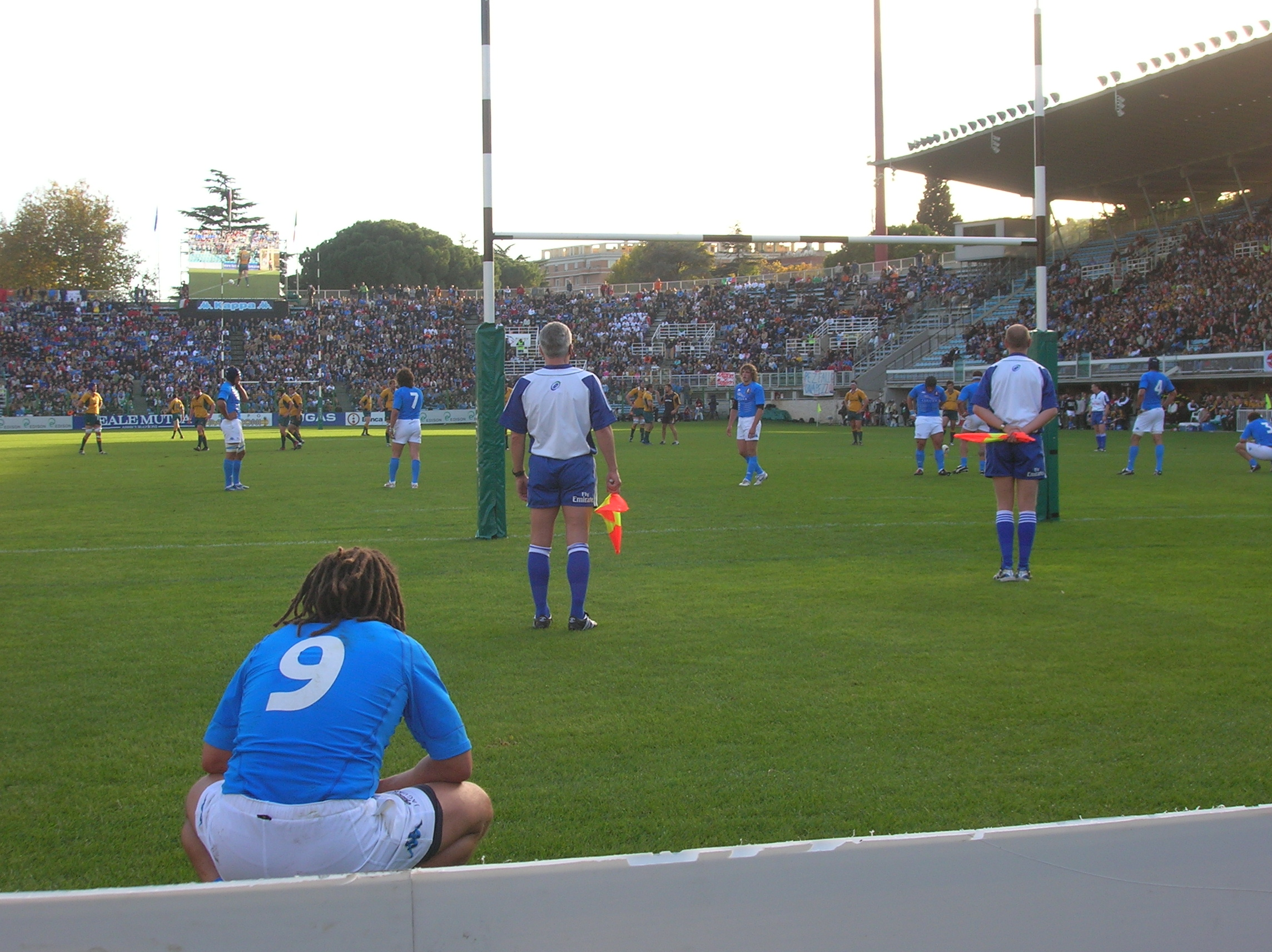
I Wallabies contro l'Italia nel 2006 allo stadio Flaminio

Nel 2000 l'Australia conservò la Bledisloe Cup, e vinse il Tri Nations per la prima volta. Nello stesso anno venne istituito il Mandela Challenge Plate, trofeo disputato tra australiani e Sudafrica, che si affiancò così alla Bledisloe Cup che oppone Wallabies a All Blacks. L'Australia ripeté il doppio successo nel 2001 e ottenne anche la prima vittoria in assoluto di una serie di incontri contro i British and Irish Lions. MacQueen, e il capitano John Eales si ritirarono subito dopo questa stagione. Furono rimpiazzati dall'allenatore Eddie Jones e George Gregan divenne capitano. Questo periodo vide anche la firma di contratti molto remunerativi dei giocatori di rugby league d'alto livello Mat Rogers, Wendell Sailor, Lote Tuqiri — che cambiarono tutti codice arrivando a rappresentare l'Australia. Ciò avvenne in contrasto con quanto accaduto nel secolo precedente, dove molti giocatori di rugby union furono attratti dal league con grandi salari.
Dopo non essere riusciti a mantenere il Tri Nations nel 2002, e perdendo la Bledisloe Cup nel 2003, l'Australia disputò un ottimo girone eliminatorio alla Coppa del Mondo 2003 con una vittoria 24-8 sull'Argentina, e due larghe vittorie su Namibia e Romania. Quindi sconfisse di misura 17-16 l'Irlanda e sconfisse la Scozia 33-16 ai quarti di finale. I Wallabies si affermarono in una delle loro più grandi vittorie sulla Nuova Zelanda quando si imposero 22-10 in semifinale. Giocarono contro l'Inghilterra una emozionante finale dove furono sconfitti ai tempi supplementari grazie a un drop di Jonny Wilkinson. L'anno dopo gli australiani si presero la rivincita sugli inglesi sconfiggendoli in due test 51-15 e 19-21.
Nel 2005, per celebrare l'anniversario dei dieci anni di professionismo nel rugby union, fu annunciata una squadra dei Wallabies del decennio. John Eales fu nominato capitano da una giuria composta da trenta persone. Dopo il tour europeo del 2005, i media spinsero per il licenziamento di Eddie Jones e l'allontanamento dalla nazionale di George Gregan. Ciò fu dovuto a una serie di otto sconfitte durante gli ultimi nove test disputati, con sette sconfitte consecutive.

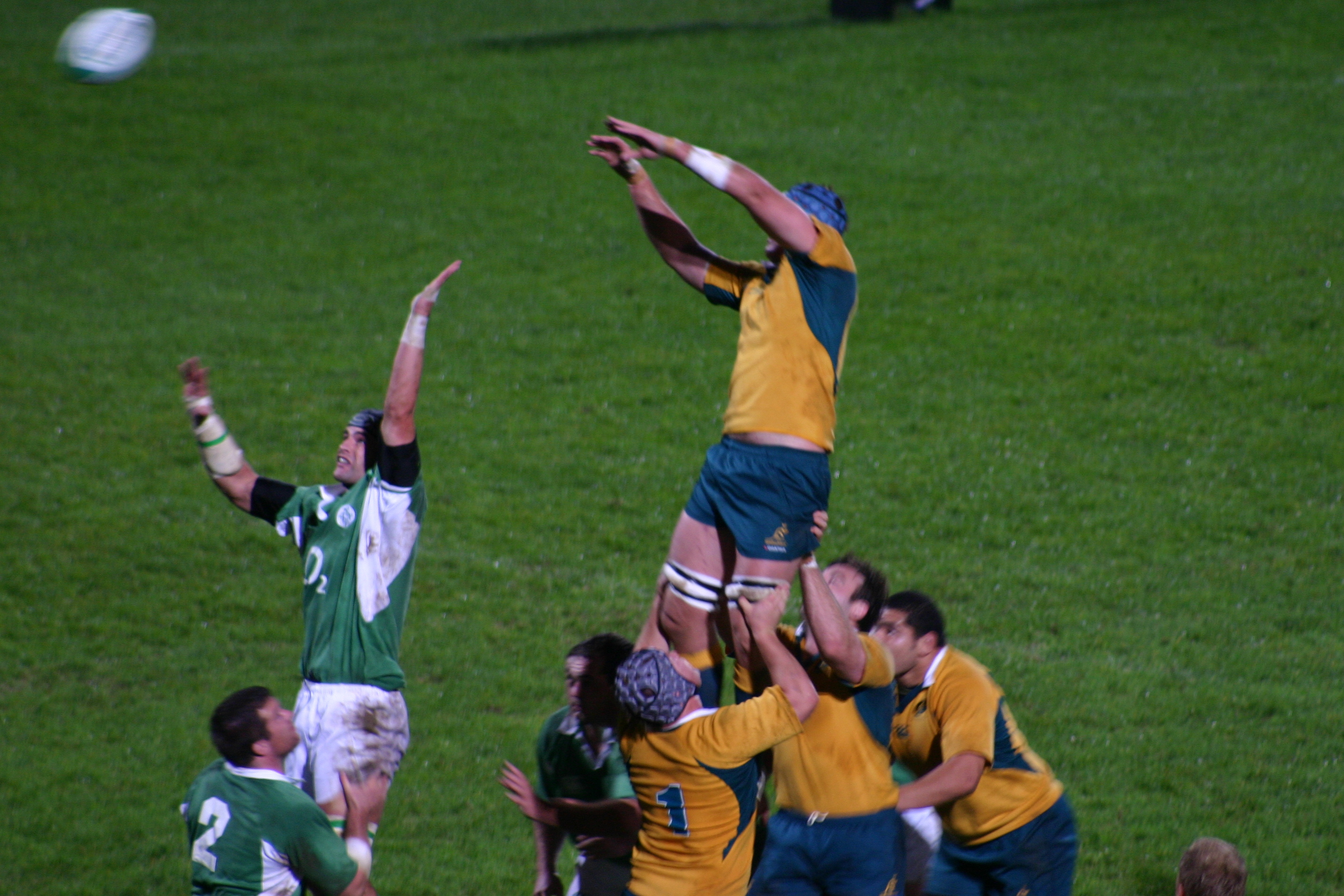
Touche contro l'Irlanda nella partita disputata nel 2006

Agli inizi del 2006 John Connolly venne nominato capo allenatore. L'Australia vinse entrambi i due test contro l'Inghilterra nel 2006, e ottenne una successiva vittoria contro l'Irlanda. L'Australia perse 32-12 contro gli All Blacks il proprio incontro di apertura del Tri Nations. Sconfisse quindi il Sudafrica a Brisbane 49-0, prima di ottenere la sua seconda vittoria contro il Sudafrica. Dopo avere vinto il proprio girone a punteggio pieno, la sconfitta 12-10 contro l'Inghilterra ai quarti di finale segnò l'eliminazione dalla Coppa del Mondo 2007.
Robbie Deans fu nominato capo allenatore agli inizi del 2008, quando i Wallabies si apprestavano a iniziare la preparazione per il Tri Nations 2008. Dopo il ritiro di George Gregan e Stephen Larkham dopo la Coppa del Mondo 2007, Deans ebbe il compito di scegliere una squadra che facesse a meno di alcuni dei giocatori di maggiore esperienza. I Wallabies ebbero risultati alterni al Tri Nations, sconfiggendo la Nuova Zelanda a Sydney e sconfiggendo il Sudafrica due volte, sia a Perth che a Durban. Tuttavia i Wallabies patirono la loro peggiore sconfitta nella storia, perdendo 53-8 contro il Sudafrica a Johannesburg.
Il 2009 non fu un buon anno per i Wallabies. Ebbero un buon inizio con una schiacciante vittoria contro i Barbarians 55-7, una doppia vittoria contro l'Italia e una vittoria 22-6 contro la Francia. Tuttavia terminarono terzi al Tri Nations collezionando una sola vittoria 21-6 contro il Sudafrica. Nei test di fine anno persero 32-19 contro gli All Blacks, sconfissero l'Inghilterra 18-9 e pareggiarono con l'Irlanda. Persero contro la Scozia per la prima volta dopo 27 anni.

#### Anni 2010
Il 2010 iniziò con una vittoria 49-3 contro Figi. Il 12 e il 19 giugno seguirono le due partite contro l'Inghilterra nell'ambito del tour inglese in Australia e Nuova Zelanda: nel primo incontro a Perth i Wallabies vinsero 27-17, mentre nel secondo incontro disputato a Sydney persero di misura 21-20. L'ultimo test match giocato prima del Tri Nations fu contro l'Irlanda, con la vittoria australiana 22-15. Il Tri Nations 2010 fu dominato dalla Nuova Zelanda che vinse tutte e sei le partite in programma, l'Australia riuscì a vincere solo due partite contro il Sudafrica. Il 30 ottobre, in un incontro giocato a Hong Kong, i Wallabies sconfissero gli All Blacks 26-24. A novembre la nazionale australiana si recò in tour in Europa con un bilancio di tre vittorie contro Galles, Italia e Francia, e una sconfitta 35-18 in Inghilterra.
Nel 2011 le convincenti prestazioni dei Wallabies, che condussero alla vittoria del Tri Nations dopo 10 anni, accreditarono la nazionale australiana come una delle principali sfidanti degli All Blacks per la vittoria finale nella Coppa del Mondo disputata lo stesso anno. Qualificatasi ai quarti di finale della Coppa del Mondo di rugby 2011 con un secondo posto ottenuto nella fase a gironi dopo la sorprendente sconfitta 15-6 contro l'Irlanda, l'Australia raggiunse le semifinali sconfiggendo il Sudafrica 11-9. In semifinale i Wallabies vennero sconfitti dagli All Blacks 20-6 e dovettero consolarsi con il terzo posto ottenuto dopo la vittoria 21-18 nella finale contro il Galles.
Nel 2012, dopo l'ingresso dell'Argentina nel torneo, il Tri Nations cambiò formato diventando il The Rugby Championship. Nel giugno 2013 l'Australia ospitò un tour dei British and Irish Lions che si decise all'ultima partita: dopo i primi due incontri equilibrati che videro rispettivamente vincere i Lions 23-21 e in seguito i Wallabies pareggiare la serie vincendo la seconda partita 16-15, fu infatti il terzo test match vinto nettamente dai Lions 41-16 a decidere le sorti del tour. In seguito a questo tour Robbie Deans diede le dimissioni da commissario tecnico e venne rimpiazzato da Ewen McKenzie. Dopo il suo secondo deludente Rugby Championship, e con una sconfitta casalinga 29-28 contro gli All Blacks maturata con i Wallabies in vantaggio di 10 punti fino agli ultimi 11 minuti rimanenti della partita, il 18 ottobre 2014 McKenzie rassegnò le dimissioni e venne sostituito da Michael Cheika.
Il nuovo corso del C.T. Cheika non iniziò nel migliore dei modi, con l'Australia che durante il tour europeo del 2014 riuscì a ottenere solamente una vittoria sconfiggendo il Galles 33-28, a fronte di tre sconfitte contro Francia, Irlanda e Inghilterra. L'anno successivo, a distanza di quattro anni dall'ultimo Tri Nations vinto, i Wallabies vinsero il Rugby Championship 2015 vincendo tutte e tre le partite del torneo (disputato in forma ridotta a causa della concomitanza della Coppa del Mondo di rugby 2015). Forti di questo successo si presentarono tra i favoriti alla Coppa del Mondo, terminando al primo posto in quello che venne definito "girone della morte" sconfiggendo i padroni di casa dell'Inghilterra, il Galles, le Figi e l'Uruguay. Ai quarti di finale la nazionale australiana rischiò l'eliminazione ad opera della Scozia, vincendo 35-34 grazie a un controverso calcio di punizione messo a segno da Bernard Foley allo scadere del tempo di gioco. In semifinale ebbe poi la meglio dell'Argentina, sconfitta 29-15, ma in finale dovette arrendersi alla Nuova Zelanda laureatasi campione del mondo per la seconda volta consecutiva.

## Abbigliamento di gioco

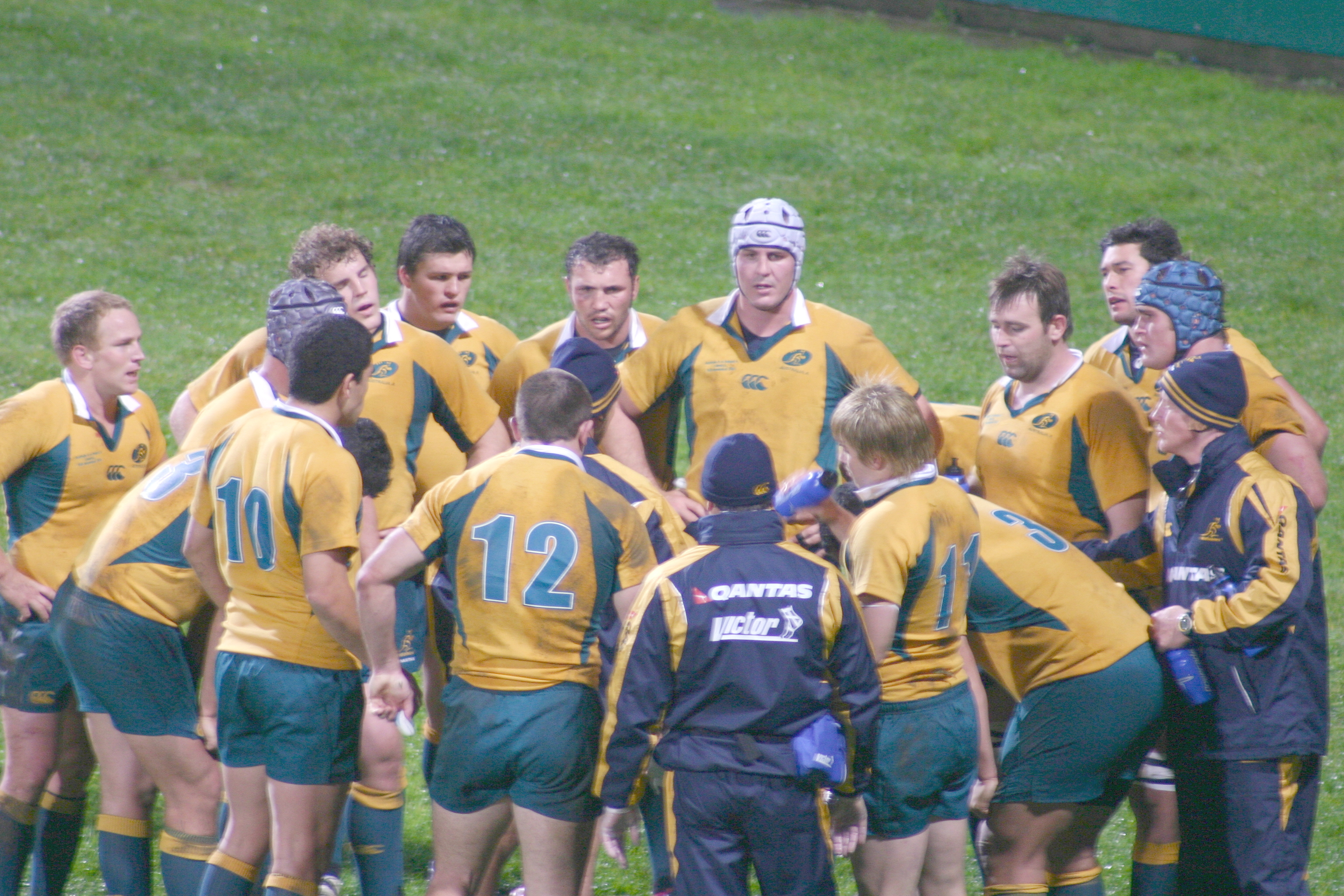
Abbigliamento di gioco dell'Australia

I Wallabies giocano indossando i tradizionali colori sportivi dell'Australia verde e oro. Prima che venisse adottata la maglia nazionale, i Wallabies utilizzavano una maglia diversa in relazione allo Stato australiano in cui si teneva l'incontro. Nel 1899 durante il tour dei British and Irish Lions in Australia, la squadra vestì l'azzurro del Nuovo Galles del Sud nei tre incontri disputati a Sydney, e l'amaranto del Queensland nella partita giocata a Brisbane. Lo stemma dell'Australia rimpiazzava il logo dello Stato sulla maglietta all'altezza del petto.
Nel 1928 le federazioni del Nuovo Galles del Sud e del Queensland si accordarono sancendo che "i colori che rappresentano l'Australia a livello amatoriale verde e giallo, dovrebbero essere adottati". L'anno seguente gli All Blacks visitarono l'Australia, e la maglia indossata era verde smeraldo e riportava lo stemma dell'Australia; le calze erano verdi con strisce nella parte superiore. La maglia restò la stessa, con poche variazioni, soprattutto durante gli anni 1930. Nel 1961 venne utilizzata una maglia oro per un tour in Sudafrica, per evitare confusione con i colori sudafricani, e il colore oro da allora rimase. La maglia indossata durante la Coppa del Mondo del 2007, ideata dalla Canterbury of New Zealand, fu più controversa e criticata; era caratterizzata da un pannello curvo di colore beige sul petto che ricordava la forma di un reggiseno.
Dal 2014 i Wallabies hanno una nuova maglietta prodotta dall'ASICS. L'attuale sponsor di maglia è l'azienda dolciaria Cadbury.

## Wallabies

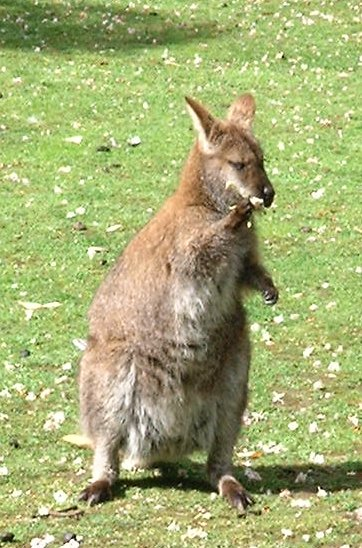
Esemplare di wallaby: il Macropus rufogriseus

Il soprannome "Wallabies" si riferisce al wallaby, un marsupiale ampiamente distribuito attraverso l'Australia. L'appellativo trae origine nel 1908 durante il tour della prima selezione australiana nel Regno Unito e Nord America. La Nuova Zelanda aveva appena terminato un tour, e i media inglesi soprannominarono la squadra neozelandese "All Blacks" in riferimento al loro abito nero. Fu suggerito dai media che anche l'Australia dovesse avere un soprannome. "Rabbits" ("conigli", in italiano) fu apparentemente uno dei nomi suggeriti, sebbene venne rifiutato in quanto non si volle che la squadra nazionale rappresentasse un animale che fosse una "piaga importata". Si optò invece in favore del nativo wallaby. Dapprima furono solamente le formazioni che prendevano parte ai tour a essere soprannominate Wallabies; quando l'Australia giocava in casa, ci si riferiva loro come "Internationals".

## Palmarès
- Londra 1908: medaglia d'oro.
- Coppe del mondo: 2
vincitori 2 volte: nel 1991, 1999.
secondi: nel 2003, 2015.
terzi: nel 2011.
quarti: nel 1987.
quarti di finale: nel 1995, 2007.
- Tri Nations:
  - vincitori 3 volte: nel 2000, 2001, 2011.
  - secondi: nel 1998, 1999, 2002, 2003, 2004, 2006, 2007, 2008, 2010.
  - terzi: nel 1996, 1997, 2005, 2009.
- The Rugby Championship:
  - vincitori 1 volta: nel 2015.
  - secondi: nel 2012.
  - terzi: nel 2013, 2014.
- Bledisloe Cup
  - vincitori 12 volte: nel 1934, 1949, 1979, 1980, 1986, 1992, 1994, 1998, 1999, 2000, 2001 e 2002.
- Mandela Challenge Plate
  - vincitori 8 volte: nel 2000, 2006, 2007, 2008, 2010, 2011, 2012 e 2015.

## Statistiche

### The Rugby Championship

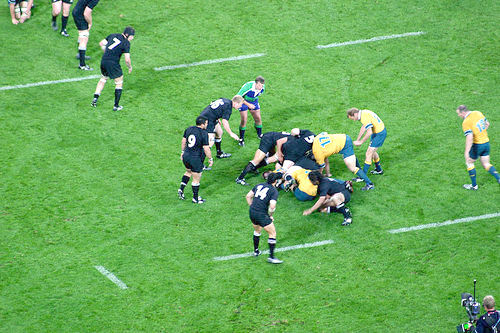
Wallabies contro All Blacks al Tri Nations 2005

L'unico torneo annuale disputato dall'Australia è il The Rugby Championship. Fino al 2011, e dalla prima edizione che si tenne nel 1996, l'Australia partecipava al Tri Nations insieme a Nuova Zelanda e Sudafrica. Nel 2012 si è aggiunta al trorneo anche l'Argentina. Gli australiani hanno vinto la competizione tre volte, nel 2000, nel 2001 e nel 2011. L'Australia considera gli All Blacks i maggiori rivali storici, con i quali gareggia per la Bledisloe Cup dal 1932. Adesso la Bledisloe Cup viene assegnata durante il The Rugby Championship. Il periodo di tempo più lungo in cui l'Australia ha mantenuto la Bledisloe è di cinque anni, dal 1998 al 2002.
Anche il Mandela Challenge Plate viene assegnato durante il The Rugby Championship ed è conteso da Australia e Sudafrica.
| Tri Nations (1996—2011) | Tri Nations (1996—2011) | Tri Nations (1996—2011) | Tri Nations (1996—2011) | Tri Nations (1996—2011) | Tri Nations (1996—2011) | Tri Nations (1996—2011) | Tri Nations (1996—2011) | Tri Nations (1996—2011) | Tri Nations (1996—2011) | Tri Nations (1996—2011) |
| Nazione                 | Partite                 | Partite                 | Partite                 | Partite                 | Punti                   | Punti                   | Punti                   | Bonus punti             | Punti in classifica     | Tornei vinti            |
| Nazione                 | giocate                 | vinte                   | pareggiate              | perse                   | a favore                | contro                  | differenza              | Bonus punti             | Punti in classifica     | Tornei vinti            |
| ----------------------- | ----------------------- | ----------------------- | ----------------------- | ----------------------- | ----------------------- | ----------------------- | ----------------------- | ----------------------- | ----------------------- | ----------------------- |
| Nuova Zelanda           | 72                      | 50                      | 0                       | 22                      | 1936                    | 1395                    | +541                    | 32                      | 232                     | 10                      |
| Australia               | 72                      | 29                      | 1                       | 42                      | 1531                    | 1721                    | -190                    | 34                      | 152                     | 3                       |
| Sudafrica               | 72                      | 28                      | 1                       | 43                      | 1480                    | 1831                    | -351                    | 24                      | 138                     | 3                       |

| The Rugby Championship (2012—) | The Rugby Championship (2012—) | The Rugby Championship (2012—) | The Rugby Championship (2012—) | The Rugby Championship (2012—) | The Rugby Championship (2012—) | The Rugby Championship (2012—) | The Rugby Championship (2012—) | The Rugby Championship (2012—) | The Rugby Championship (2012—) | The Rugby Championship (2012—) |
| Nazione                        | Partite                        | Partite                        | Partite                        | Partite                        | Punti                          | Punti                          | Punti                          | Bonus punti                    | Punti in classifica            | Tornei vinti                   |
| Nazione                        | giocate                        | vinte                          | pareggiate                     | perse                          | a favore                       | contro                         | differenza                     | Bonus punti                    | Punti in classifica            | Tornei vinti                   |
| ------------------------------ | ------------------------------ | ------------------------------ | ------------------------------ | ------------------------------ | ------------------------------ | ------------------------------ | ------------------------------ | ------------------------------ | ------------------------------ | ------------------------------ |
| Nuova Zelanda                  | 27                             | 24                             | 1                              | 2                              | 890                            | 421                            | +469                           | 17                             | 115                            | 4                              |
| Australia                      | 27                             | 13                             | 1                              | 13                             | 553                            | 662                            | -109                           | 4                              | 58                             | 1                              |
| Sudafrica                      | 27                             | 12                             | 1                              | 14                             | 639                            | 604                            | +35                            | 12                             | 62                             | 0                              |
| Argentina                      | 27                             | 3                              | 1                              | 23                             | 466                            | 861                            | -395                           | 9                              | 23                             | 0                              |

Fonte: espnscrum.com Aggiornato 19 novembre 2016

### Coppa del Mondo

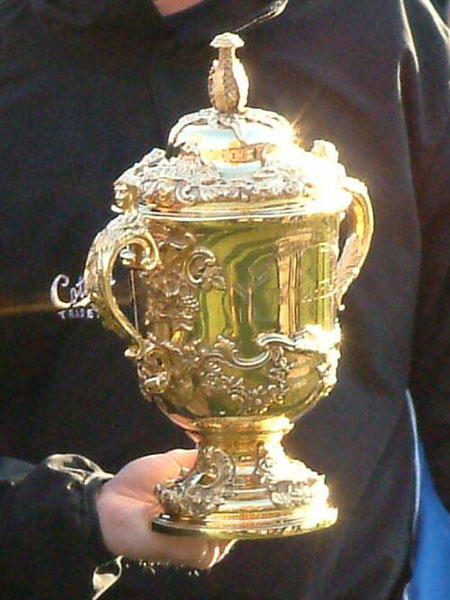
Il trofeo Web Ellis

L'Australia ha partecipato a tutte le Coppe del Mondo sin dalla prima edizione del 1987. È una delle nazioni con più successi alla Coppa del Mondo, essendo una delle tre nazioni (le altre sono il Sudafrica nel 1995 e nel 2007 e la Nuova Zelanda nel 1987 e nel 2011) ad avere vinto due volte la Coppa Web Ellis (1991 e 1999). I Wallabies hanno partecipato a tre finali della Coppa del Mondo, un record condiviso con l'Inghilterra.
L'Australia ospitò l'edizione del 1987 insieme con la Nuova Zelanda. Fu raggruppata con Inghilterra, Stati Uniti e Giappone nel girone A. Nel loro primo incontro in assoluto alla Coppa del Mondo, gli australiani sconfissero l'Inghilterra 19-6 al Concord Oval di Sydney. L'Australia sconfisse gli altri avversari del girone finendo prima e avanzando ai quarti di finale dove sconfisse l'Irlanda 33-15. Fu eliminata dalla Francia alle semifinali, e quindi perse la finale per il terzo posto contro il Galles.
L'Australia si qualificò automaticamente per la Coppa del Mondo 1991 disputata in Europa. L'Australia finì nuovamente prima nel proprio girone, sconfiggendo Samoa, Galles e Argentina. Incontrò ancora una volta l'Irlanda ai quarti di finale, sconfiggendola con un punto di scarto e avanzando alle semifinali, dove sconfisse gli All Blacks 16-6 qualificandosi alla sua prima finale di Coppa del Mondo. In finale l'Australia sconfisse l'Inghilterra 12-6 a Twickenham, vincendo in questo modo l'edizione 1991.
L'Australia fu nuovamente qualificata automaticamente alla Coppa del Mondo 1995 in Sudafrica. I Wallabies finirono secondi nel loro girone, avendo perso una partita contro i padroni di casa del Sudafrica. Furono eliminati ai quarti di finale dall'Inghilterra.
L'Australia finì in testa al proprio girone nella Coppa del Mondo 1999 in Galles, sconfiggendo Irlanda, Romania e Stati Uniti durante la fase a gruppi. Dopo avere sconfitto i padroni di casa del Galles ai quarti di finale, batté i campioni uscenti del Sudafrica 27-21 guadagnando l'accesso alla finale. In finale l'Australia prevalse sulla Francia 35-12, divenendo la prima nazione a vincere due volte la Coppa del Mondo.
La Coppa del Mondo 2003 fu ospitata dall'Australia, che terminò il proprio girone senza sconfitte, vincendo contro Irlanda, Argentina, Romania e Namibia. L'Australia sconfisse la Scozia ai quarti di finale e quindi gli All Blacks in semifinale con un risultato considerato a sorpresa. L'Inghilterra vinse la finale ai tempi supplementari con un drop di Jonny Wilkinson.
L'Australia finì nuovamente prima nel proprio girone alla Coppa del Mondo 2007 in Francia, registrando vittorie contro Giappone, Galles, Figi e Canada. In quel periodo l'Australia era seconda nella classifica mondiale IRB, unica squadra ad avere battuto i favoriti della Nuova Zelanda in quell'anno. Tuttavia i Wallabies arrivarono solamente ai quarti di finale, eguagliando quindi il loro peggiore piazzamento alla Coppa del Mondo. Furono eliminati ancora una volta dall'Inghilterra 12-10.
Il 2011 fu l'anno della Coppa del Mondo disputata in Nuova Zelanda, con l'Australia tra le maggiori pretendenti alla vittoria finale del titolo dopo la convincente prestazione al Tri Nations 2011. Nella fase a gironi i Wallabies si trovarono ad affrontare Italia, Irlanda, Stati Uniti e Russia, con una sorprendente sconfitta 15-6 contro gli irlandesi che relegò l'Australia al secondo posto in classifica proprio dietro all'Irlanda. Così, ai quarti di finale, i Wallabies furono costretti a giocare contro i campioni uscenti del Sudafrica, che riuscirono a sconfiggere 11-9. Il sogno di conquistare la Coppa Webb Ellis si infranse nella semifinale contro gli All Blacks, persa 20-6. I Wallabies si rifecero nella finale per il terzo posto sconfiggendo il Galles 21-18.
Alla Coppa del Mondo di rugby 2015 la nazionale australiana fu inserita in un girone molto ostico che comprendeva i padroni di casa dell'Inghilterra, il Galles, le Figi e l'Uruguay. Vinse il proprio girone sconfiggendo tutte e quattro le rivali, così approdò ai quarti di finale, dove ebbe la meglio della Scozia con un calcio di punizione in extremis. Più agevole si rivelò la semifinale contro l'Argentina, sconfitta 29-14, ma in finale la Nuova Zelanda si dimostrò un ostacolo insormontabile.
In Giappone, alla Coppa del Mondo di rugby 2019, l'Australia si classificò seconda nel proprio girone eliminatorio, battendo Figi, Georgia ed Uruguay e venendo sconfitta dal Galles. Venne poi eliminata nei quarti di finale, subendo un secco 16-40 dall'Inghilterra.
| Nazioni       | Giocate | Vinte | Pareggiate | Perse | A favore | Contro | +/-  | Percentuale di vittorie |
| ------------- | ------- | ----- | ---------- | ----- | -------- | ------ | ---- | ----------------------- |
| Argentina     | 3       | 3     | -          | -     | 85       | 42     | +43  | 100                     |
| Canada        | 2       | 2     | -          | -     | 64       | 17     | +47  | 100                     |
| Figi          | 2       | 2     | -          | -     | 83       | 25     | +58  | 100                     |
| Francia       | 2       | 1     | -          | 1     | 59       | 42     | +17  | 50                      |
| Galles        | 6       | 5     | -          | 1     | 151      | 78     | +73  | 83                      |
| Giappone      | 2       | 2     | -          | -     | 133      | 26     | +107 | 100                     |
| Inghilterra   | 6       | 3     | -          | 3     | 113      | 82     | +31  | 50                      |
| Irlanda       | 5       | 4     | -          | 1     | 95       | 76     | +19  | 80                      |
| Italia        | 1       | 1     | -          | -     | 32       | 6      | +26  | 100                     |
| Namibia       | 1       | 1     | -          | -     | 142      | 0      | +142 | 100                     |
| Nuova Zelanda | 4       | 2     | -          | 2     | 61       | 70     | -9   | 50                      |
| Romania       | 3       | 3     | -          | -     | 189      | 20     | +169 | 100                     |
| Russia        | 1       | 1     | -          | -     | 68       | 22     | +46  | 100                     |
| Samoa         | 1       | 1     | -          | -     | 9        | 3      | +6   | 100                     |
| Scozia        | 2       | 2     | -          | -     | 68       | 50     | +18  | 100                     |
| Stati Uniti   | 3       | 3     | -          | -     | 169      | 36     | +133 | 100                     |
| Sudafrica     | 3       | 2     | -          | 1     | 56       | 57     | -1   | 67                      |
| Uruguay       | 1       | 1     | -          | -     | 65       | 3      | +62  | 100                     |
| TOTALE        | 48      | 39    | -          | 9     | 1642     | 655    | +987 | 81,25                   |

Aggiornamento alla Coppa del Mondo 2015

### Totale
Quando fu introdotta la classifica mondiale IRB nel 2003 l'Australia era posizionata quarta. Da allora, la posizione più alta raggiunta dall'Australia è il secondo posto, mentre quella più bassa è rappresentata da una sesta posizione.
La tabella mostra le statistiche relative a tutti gli incontri disputati dall'Australia. È aggiornata al 3 novembre 2015.
| Nazione           | Giocate | Vinte | Perse | Pareggiate | % Vittorie |
| ----------------- | ------- | ----- | ----- | ---------- | ---------- |
| Argentina         | 25      | 19    | 5     | 1          | 76%        |
| Barbarians        | 13      | 10    | 3     | 0          | 76,9%      |
| British Lions     | 23      | 6     | 17    | 0          | 26,1%      |
| Canada            | 6       | 6     | 0     | 0          | 100%       |
| Corea del Sud     | 1       | 1     | 0     | 0          | 100%       |
| Figi              | 20      | 17    | 2     | 1          | 85%        |
| Francia           | 46      | 26    | 18    | 2          | 56,5%      |
| Galles            | 39      | 28    | 10    | 1          | 71,8%      |
| Giappone          | 4       | 4     | 0     | 0          | 100%       |
| Inghilterra       | 44      | 25    | 18    | 1          | 56,8%      |
| Irlanda           | 32      | 21    | 10    | 1          | 65,6%      |
| Italia            | 16      | 16    | 0     | 0          | 100%       |
| Namibia           | 1       | 1     | 0     | 0          | 100%       |
| Māori All Blacks  | 16      | 8     | 6     | 2          | 50%        |
| Nuova Zelanda     | 155     | 42    | 106   | 7          | 27,1%      |
| Pacific Islanders | 1       | 1     | 0     | 0          | 100%       |
| Romania           | 3       | 3     | 0     | 0          | 100%       |
| Russia            | 1       | 1     | 0     | 0          | 100%       |
| Samoa             | 5       | 4     | 1     | 0          | 80%        |
| Scozia            | 29      | 20    | 9     | 0          | 69%        |
| Spagna            | 1       | 1     | 0     | 0          | 100%       |
| Stati Uniti       | 8       | 8     | 0     | 0          | 100%       |
| Sudafrica         | 81      | 35    | 45    | 1          | 43,2%      |
| Tonga             | 4       | 3     | 1     | 0          | 75%        |
| Uruguay           | 1       | 1     | 0     | 0          | 100%       |
| Totale            | 575     | 307   | 251   | 17         | 53,4%      |

## Giocatori

### Giocatori celebri
Sette ex giocatori dell'Australia sono stati inseriti nella International Rugby Hall of Fame: David Campese, Ken Catchpole, John Eales, Mark Ella, Nick Farr-Jones, Tim Horan e Michael Lynagh. Nel 2007 Eales è stato indotto anche nella IRB Hall of Fame, così come Farr-Jones nel 2011, e Campese ed Ella nel 2013.
Segue una lista dei giocatori più celebri del passato (tra parentesi gli anni in cui hanno giocato in nazionale).
| - Phil Kearns, (1989-1999) - Jeremy Paul, (1998-2006) - Al Baxter, (2003-2009) - Ewen McKenzie, (1990-1997) - Matt Cockbain, (1997-2003) - John Eales, (1991-2001) - Tony Miller, (1952-1967) - Nathan Sharpe, (2002-2012) - Daniel Vickerman, (2002-2008) - Greg Davis, (1963-1972) - Owen Finegan, (1996-2003) - Toutai Kefu, (1997-2003) - Willy Ofahengaue, (1990-1998) | - Simon Poidevin, (1980-1991) - George Smith, (2000-2009) - John Thornett, (1955-1967) - Phil Waugh, (2000-2009) - David Wilson, (1992-2000) - Ken Catchpole, (1961-1968) - Nick Farr-Jones, (1984-1993) - George Gregan, (1994-2007) - John Hipwell, (1968-1982) - Mark Ella, (1980-1984) - Matt Giteau, (2002-) - Phil Hawthorne, (1962-1967) - Stephen Larkham, (1996-2007) | - Michael Lynagh, (1984-1995) - Daniel Herbert, (1994-2002) - Tim Horan, (1989-2000) - Jason Little, (1989-2000) - Stirling Mortlock, (2000-2009) - David Campese, (1982-1996) - Joe Roff, (1995-2004) - Ben Tune, (1996-2002) - Lote Tuqiri, (2003-2008) - Matt Burke, (1993-2004) - Chris Latham, (1998-2007) - Stan Pilecki (1978-1983) - Nicholas Shehadie (1947-1958) |

### Record individuali
Di seguito sono riportati i principali record individuali relativi ai giocatori della nazionale australiana. I giocatori ancora in attività sono indicati in grassetto. Le cifre sono aggiornate al 21 novembre 2016.

#### Presenze in nazionale

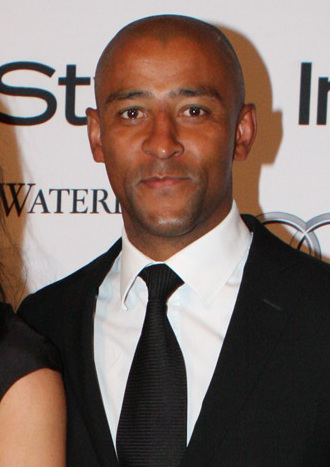
George Gregan è il giocatore con il maggior numero di presenze nella nazionale australiana.

Il maggior numero di presenze in nazionale è detenuto da George Gregan, con 139 presenze di cui 59 indossando la fascia di capitano. Il suo debutto fu nel 1994 a Brisbane contro l'Italia.
1. George Gregan - 139
2. Nathan Sharpe - 116
3. Adam Ashley-Cooper - 116
4. Stephen Moore - 115
5. George Smith - 111
6. Matt Giteau - 103
7. Stephen Larkham - 102
8. David Campese - 101
9. John Eales - 86
10. Joe Roff - 86

#### Punti realizzati
Il primato del maggior numero di punti realizzati spetta a Michael Lynagh, tra l'altro autore di una prestazione impeccabile alla Coppa del Mondo 1991 coronata da 82 punti realizzati in 6 partite disputate. Il record del maggior numero di punti realizzati in un singolo incontro spetta invece a Mat Rogers, che ne realizzò 42 nella vittoria record 142-0 contro la Namibia durante la Coppa del Mondo 2003.
1. Michael Lynagh - 911
2. Matt Burke - 878
3. Matt Giteau - 698
4. Stirling Mortlock - 489
5. Bernard Foley - 397
6. David Campese - 315
7. Paul McLean - 260
8. Joe Roff - 244
9. James O'Connor - 223
10. Berrick Barnes - 200

#### Mete realizzate
È David Campese l'autore del maggior numero di mete realizzate con la maglia dei Wallabies (64 mete). Il record del maggior numero di mete realizzate in un singolo incontro spetta a Chris Latham, che ne realizzò 5 nella vittoria record 142-0 contro la Namibia durante la Coppa del Mondo 2003.
1. David Campese - 64
2. Chris Latham - 40
3. Adam Ashley-Cooper - 37
4. Drew Mitchell - 34
5. Matt Giteau - 30
6. Joe Roff - 30
7. Tim Horan - 30
8. Lote Tuqiri - 30
9. Matt Burke - 29
10. Stirling Mortlock - 29

### Rosa attuale
Rosa aggiornata al 24 settembre 2023.
| Giocatore             | Ruolo | Caps | Club                  |
| --------------------- | ----- | ---- | --------------------- |
| Matt Faessler         | TL    | 5    | Reds                  |
| Dave Porecki          | TL    | 19   | Waratahs              |
| Jordan Uelese         | TL    | 18   | Rebels                |
| Angus Bell            | PL    | 28   | Waratahs              |
| Pone Fa'amausili      | PL    | 7    | Rebels                |
| Zane Nonggorr         | PL    | 4    | Reds                  |
| Blake Schoupp         | PL    | 5    | Brumbies              |
| James Slipper         | PL    | 134  | Brumbies              |
| Taniela Tupou         | PL    | 51   | Reds                  |
| Richie Arnold         | SL    | 9    | Tolosa                |
| Nick Frost            | SL    | 15   | Brumbies              |
| Matt Philip           | SL    | 31   | Rebels                |
| Will Skelton (C)      | SL    | 30   | La Rochelle           |
| Langi Gleeson         | FL    | 5    | Waratahs              |
| Tom Hooper            | FL    | 7    | Brumbies              |
| Josh Kemeny           | FL    | 2    | Rebels                |
| Rob Leota             | FL    | 21   | Rebels                |
| Fraser McReight       | FL    | 17   | Reds                  |
| Rob Valetini          | FL    | 39   | Brumbies              |
| Issak Fines-Leleiwasa | MM    | 3    | Western Force         |
| Tate McDermott        | MM    | 29   | Reds                  |
| Nic White             | MM    | 66   | Brumbies              |
| Carter Gordon         | MA    | 8    | Rebels                |
| Ben Donaldson         | MA    | 7    | Waratahs              |
| Lalakai Foketi        | CE    | 9    | Waratahs              |
| Samu Kerevi           | CE    | 49   | Urayasu D-Rocks (NTT) |
| Izaia Perese          | CE    | 6    | Waratahs              |
| Jordan Petaia         | CE    | 31   | Reds                  |
| Max Jorgensen         | TQ    | 0    | Waratahs              |
| Marika Koroibete      | TQ    | 59   | Wild Knights          |
| Mark Nawaqanitawase   | TQ    | 11   | Waratahs              |
| Suliasi Vunivalu      | TQ    | 7    | Reds                  |
| Andrew Kellaway       | ES    | 26   | Rebels                |

## I tour
Il primo tour storico fu disputato a cavallo del 1908 e del 1909 in Gran Bretagna, dove la selezione australiana formata quasi esclusivamente da giocatori del Nuovo Galles del Sud registrò una sconfitta 8-6 contro il Galles e una vittoria 9-3 sull'Inghilterra. Nel 1933 si tenne il primo tour in Sudafrica, con gli Springboks che prevalsero 3-2 nei test disputati. Memorabile il tour del 1947-48, durante il quale l'Australia affrontò le quattro Home Nations mantenendo la propria linea di meta inviolata e perdendo solamente contro il Galles.
Durante il disastroso tour del 1957-58 l'Australia perse contro tutte le nazionali britanniche. Nel tour del 1984 l'Australia riuscì a prendersi la rivincita realizzando il Grande Slam sulle nazionali britanniche, oltre a vincere anche contro i Barbarians.

## Stadi

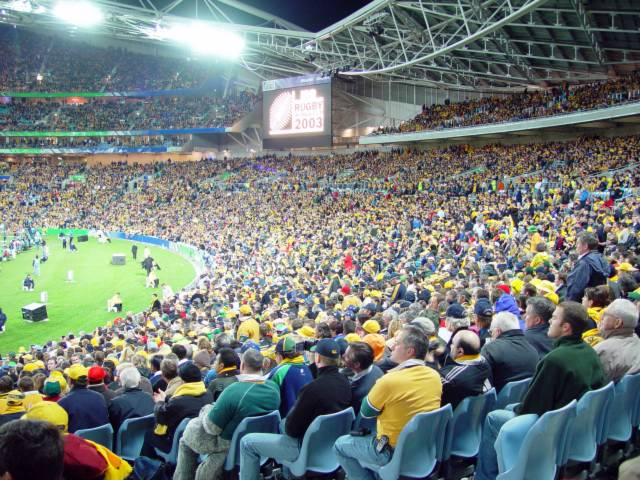
L'incontro inaugurale della Coppa del Mondo 2003 al Telstra Stadium

I Wallabies giocano le loro partite casalinghe in diversi stadi australiani. Alcuni di questi includono il Subiaco Oval di Perth, il Suncorp Stadium di Brisbane, l'ANZ Stadium di Sydney, e il Melbourne Cricket Ground e l'Etihad Stadium di Melbourne.
Svariate sedi sparse per l'Australia sono state utilizzate per ospitare la Coppa del Mondo 2003.
Alcuni degli stadi che venivano utilizzati tradizionalmente in precedenza per gli incontri dei Wallabies includevano il Concord Oval di Sydney, il Sydney Cricket Ground e il Sydney Sports Ground, così come il Ballymore Stadium e il Brisbane Exhibition Ground a Brisbane. Fu il Sydney Cricket Ground a ospitare la prima partita internazionale dell'Australia, contro la Gran Bretagna, nel 1899.